# Férfi kosárlabdatorna a 2008. évi nyári olimpiai játékokon
A 2008. évi nyári olimpiai játékokon a férfi kosárlabdatornát augusztus 10. és 24. között rendezték. A tornán 12 nemzet csapata vett részt.

## Résztvevők
| Rendező     | Kína (CHN)                                                                                      |
| Világbajnok | Spanyolország (ESP)                                                                             |
| Afrika      | Angola (ANG)                                                                                    |
| Amerika     | Egyesült Államok (USA) · Argentína (ARG)                                                        |
| Ázsia       | Irán (IRI)                                                                                      |
| Európa      | Oroszország (RUS) · Litvánia (LTU) · Horvátország (CRO) · Görögország (GRE) · Németország (GER) |
| Óceánia     | Ausztrália (AUS)                                                                                |

## Lebonyolítás
A 12 résztvevőt 2 darab 6 csapatos csoportba sorsolták. Körmérkőzések döntötték el a csoportok végeredményét. A csoportból az első négy helyezett jutott tovább a negyeddöntőbe, ahonnan egyenes kieséses rendszerben folytatódott a torna. A csoportok ötödik valamint a hatodik helyezettjei kiestek.

## Csoportkör
| Színmagyarázat                                              |
| ----------------------------------------------------------- |
| A csoportok első négy helyezettje bejutott a negyeddöntőbe. |
| A csoportok ötödik és hatodik helyezettjei kiestek.         |

### A csoport
| Csapat             | M | Gy | V | P+  | P–  | Pk   |
| ------------------ | - | -- | - | --- | --- | ---- |
| Litvánia (LTU)     | 5 | 4  | 1 | 425 | 400 | +25  |
| Argentína (ARG)    | 5 | 4  | 1 | 425 | 361 | +64  |
| Horvátország (CRO) | 5 | 3  | 2 | 399 | 380 | +19  |
| Ausztrália (AUS)   | 5 | 3  | 2 | 457 | 405 | +52  |
| Oroszország (RUS)  | 5 | 1  | 4 | 387 | 406 | –19  |
| Irán (IRI)         | 5 | 0  | 5 | 323 | 464 | –141 |

| 2008. augusztus 10. 09:00 | Oroszország (RUS)                      | 71–49     | Irán (IRI) | Vukoszung Sportcsarnok, Peking Nézőszám: 11 083 Játékvezetők: Nikolaos Pitsilkas (GRE) |
| 2008. augusztus 10. 09:00 | (24–5, 14–17, 8–16, 25–11) Jegyzőkönyv |           |            | Vukoszung Sportcsarnok, Peking Nézőszám: 11 083 Játékvezetők: Nikolaos Pitsilkas (GRE) |
| 2008. augusztus 10. 09:00 | Holden 19                              | Pont      | Nikháh 16  | Vukoszung Sportcsarnok, Peking Nézőszám: 11 083 Játékvezetők: Nikolaos Pitsilkas (GRE) |
| 2008. augusztus 10. 09:00 | Monya 6                                | Lepattanó | Haddádi 8  | Vukoszung Sportcsarnok, Peking Nézőszám: 11 083 Játékvezetők: Nikolaos Pitsilkas (GRE) |
| 2008. augusztus 10. 09:00 | Szavraszenko 4                         | Gólpassz  | Kámráni 3  | Vukoszung Sportcsarnok, Peking Nézőszám: 11 083 Játékvezetők: Nikolaos Pitsilkas (GRE) |

| 2008. augusztus 10. 16:45 | Litvánia (LTU)                           | 79–75     | Argentína (ARG)    | Vukoszung Sportcsarnok, Peking Nézőszám: 11 083 Játékvezetők: Nikolaos Zavlanos (GRE) |
| 2008. augusztus 10. 16:45 | (14–11, 20–19, 17–15, 28–30) Jegyzőkönyv |           |                    | Vukoszung Sportcsarnok, Peking Nézőszám: 11 083 Játékvezetők: Nikolaos Zavlanos (GRE) |
| 2008. augusztus 10. 16:45 | Kleiza 13                                | Pont      | Ginóbili 19        | Vukoszung Sportcsarnok, Peking Nézőszám: 11 083 Játékvezetők: Nikolaos Zavlanos (GRE) |
| 2008. augusztus 10. 16:45 | K. Lavrinovič 7                          | Lepattanó | Oberto 11          | Vukoszung Sportcsarnok, Peking Nézőszám: 11 083 Játékvezetők: Nikolaos Zavlanos (GRE) |
| 2008. augusztus 10. 16:45 | Jasikevičius 8                           | Gólpassz  | Oberto, Prigioni 3 | Vukoszung Sportcsarnok, Peking Nézőszám: 11 083 Játékvezetők: Nikolaos Zavlanos (GRE) |

| 2008. augusztus 10. 20:00 | Ausztrália (AUS)                         | 82–97     | Horvátország (CRO) | Vukoszung Sportcsarnok, Peking Nézőszám: 11 083 Játékvezetők: Eddie Rush (USA) |
| 2008. augusztus 10. 20:00 | (14–21, 17–26, 22–26, 29–24) Jegyzőkönyv |           |                    | Vukoszung Sportcsarnok, Peking Nézőszám: 11 083 Játékvezetők: Eddie Rush (USA) |
| 2008. augusztus 10. 20:00 | Nielsen 13                               | Pont      | Prkačin, Banić 16  | Vukoszung Sportcsarnok, Peking Nézőszám: 11 083 Játékvezetők: Eddie Rush (USA) |
| 2008. augusztus 10. 20:00 | Anstey 7                                 | Lepattanó | Lončar 10          | Vukoszung Sportcsarnok, Peking Nézőszám: 11 083 Játékvezetők: Eddie Rush (USA) |
| 2008. augusztus 10. 20:00 | Barlow 3                                 | Gólpassz  | Popović 5          | Vukoszung Sportcsarnok, Peking Nézőszám: 11 083 Játékvezetők: Eddie Rush (USA) |

| 2008. augusztus 12. 09:00 | Irán (IRI)                               | 67–99     | Litvánia (LTU)                      | Vukoszung Sportcsarnok, Peking Nézőszám: 11 083 Játékvezetők: Eddie Rush (USA) |
| 2008. augusztus 12. 09:00 | (20–15, 14–31, 19–28, 14–25) Jegyzőkönyv |           |                                     | Vukoszung Sportcsarnok, Peking Nézőszám: 11 083 Játékvezetők: Eddie Rush (USA) |
| 2008. augusztus 12. 09:00 | Haddádi 21                               | Pont      | Kleiza 22                           | Vukoszung Sportcsarnok, Peking Nézőszám: 11 083 Játékvezetők: Eddie Rush (USA) |
| 2008. augusztus 12. 09:00 | Száhákián 12                             | Lepattanó | Kleiza 8                            | Vukoszung Sportcsarnok, Peking Nézőszám: 11 083 Játékvezetők: Eddie Rush (USA) |
| 2008. augusztus 12. 09:00 | Amini 4                                  | Gólpassz  | Jasikevičius, Lukauskis, Mačiulis 3 | Vukoszung Sportcsarnok, Peking Nézőszám: 11 083 Játékvezetők: Eddie Rush (USA) |

| 2008. augusztus 12. 11:15 | Horvátország (CRO)                       | 85–78     | Oroszország (RUS)  | Vukoszung Sportcsarnok, Peking Nézőszám: 11 083 Játékvezetők: Nikolaos Zavlanos (GRE) |
| 2008. augusztus 12. 11:15 | (16–17, 26–19, 18–15, 25–27) Jegyzőkönyv |           |                    | Vukoszung Sportcsarnok, Peking Nézőszám: 11 083 Játékvezetők: Nikolaos Zavlanos (GRE) |
| 2008. augusztus 12. 11:15 | Popović 22                               | Pont      | Kirilenko 18       | Vukoszung Sportcsarnok, Peking Nézőszám: 11 083 Játékvezetők: Nikolaos Zavlanos (GRE) |
| 2008. augusztus 12. 11:15 | Barać 7                                  | Lepattanó | Kirilenko 6        | Vukoszung Sportcsarnok, Peking Nézőszám: 11 083 Játékvezetők: Nikolaos Zavlanos (GRE) |
| 2008. augusztus 12. 11:15 | Popović, Lončar 3                        | Gólpassz  | Kirilenko, Bikov 3 | Vukoszung Sportcsarnok, Peking Nézőszám: 11 083 Játékvezetők: Nikolaos Zavlanos (GRE) |

| 2008. augusztus 12. 22:15 | Argentína (ARG)                          | 85–68     | Ausztrália (AUS) | Vukoszung Sportcsarnok, Peking Nézőszám: 11 083 Játékvezetők: Nikolaos Pitsilkas (GRE) |
| 2008. augusztus 12. 22:15 | (23–11, 16–18, 24–17, 22–22) Jegyzőkönyv |           |                  | Vukoszung Sportcsarnok, Peking Nézőszám: 11 083 Játékvezetők: Nikolaos Pitsilkas (GRE) |
| 2008. augusztus 12. 22:15 | Ginóbili 21                              | Pont      | Mills 22         | Vukoszung Sportcsarnok, Peking Nézőszám: 11 083 Játékvezetők: Nikolaos Pitsilkas (GRE) |
| 2008. augusztus 12. 22:15 | Nocioni 8                                | Lepattanó | Andersen 6       | Vukoszung Sportcsarnok, Peking Nézőszám: 11 083 Játékvezetők: Nikolaos Pitsilkas (GRE) |
| 2008. augusztus 12. 22:15 | Ginóbili 7                               | Gólpassz  | Bogut, Bruton 2  | Vukoszung Sportcsarnok, Peking Nézőszám: 11 083 Játékvezetők: Nikolaos Pitsilkas (GRE) |

| 2008. augusztus 14. 11:15 | Ausztrália (AUS)                         | 106–68    | Irán (IRI) | Vukoszung Sportcsarnok, Peking Nézőszám: 11 083 Játékvezetők: Nikolaos Zavlanos (GRE) |
| 2008. augusztus 14. 11:15 | (28–15, 25–14, 22–19, 31–20) Jegyzőkönyv |           |            | Vukoszung Sportcsarnok, Peking Nézőszám: 11 083 Játékvezetők: Nikolaos Zavlanos (GRE) |
| 2008. augusztus 14. 11:15 | Newley 24                                | Pont      | Nikháh 23  | Vukoszung Sportcsarnok, Peking Nézőszám: 11 083 Játékvezetők: Nikolaos Zavlanos (GRE) |
| 2008. augusztus 14. 11:15 | Bogut 7                                  | Lepattanó | Haddádi 8  | Vukoszung Sportcsarnok, Peking Nézőszám: 11 083 Játékvezetők: Nikolaos Zavlanos (GRE) |
| 2008. augusztus 14. 11:15 | Mills, Worthington, Bruton 5             | Gólpassz  | Dávari 4   | Vukoszung Sportcsarnok, Peking Nézőszám: 11 083 Játékvezetők: Nikolaos Zavlanos (GRE) |

| 2008. augusztus 14. 16:45 | Litvánia (LTU)                           | 86–79     | Oroszország (RUS) | Vukoszung Sportcsarnok, Peking Nézőszám: 11 083 Játékvezetők: Nikolaos Pitsilkas (GRE) |
| 2008. augusztus 14. 16:45 | (23–24, 21–17, 25–21, 17–17) Jegyzőkönyv |           |                   | Vukoszung Sportcsarnok, Peking Nézőszám: 11 083 Játékvezetők: Nikolaos Pitsilkas (GRE) |
| 2008. augusztus 14. 16:45 | Kaukėnas 20                              | Pont      | Holden 25         | Vukoszung Sportcsarnok, Peking Nézőszám: 11 083 Játékvezetők: Nikolaos Pitsilkas (GRE) |
| 2008. augusztus 14. 16:45 | Kleiza 11                                | Lepattanó | Hrjapa 9          | Vukoszung Sportcsarnok, Peking Nézőszám: 11 083 Játékvezetők: Nikolaos Pitsilkas (GRE) |
| 2008. augusztus 14. 16:45 | Jasikevičius 5                           | Gólpassz  | Kirilenko 6       | Vukoszung Sportcsarnok, Peking Nézőszám: 11 083 Játékvezetők: Nikolaos Pitsilkas (GRE) |

| 2008. augusztus 14. 22:15 | Argentína (ARG)                         | 77–53     | Horvátország (CRO) | Vukoszung Sportcsarnok, Peking Nézőszám: 11 083 Játékvezetők: Juan Carlos Arteaga (ESP) |
| 2008. augusztus 14. 22:15 | (21–13, 19–9, 19–16, 18–15) Jegyzőkönyv |           |                    | Vukoszung Sportcsarnok, Peking Nézőszám: 11 083 Játékvezetők: Juan Carlos Arteaga (ESP) |
| 2008. augusztus 14. 22:15 | Nocioni 18                              | Pont      | Tomas, Banić 9     | Vukoszung Sportcsarnok, Peking Nézőszám: 11 083 Játékvezetők: Juan Carlos Arteaga (ESP) |
| 2008. augusztus 14. 22:15 | Nocioni 8                               | Lepattanó | Banić 6            | Vukoszung Sportcsarnok, Peking Nézőszám: 11 083 Játékvezetők: Juan Carlos Arteaga (ESP) |
| 2008. augusztus 14. 22:15 | Ginóbili 8                              | Gólpassz  | Ukić 2             | Vukoszung Sportcsarnok, Peking Nézőszám: 11 083 Játékvezetők: Juan Carlos Arteaga (ESP) |

| 2008. augusztus 16. 11:15 | Oroszország (RUS)                        | 80–95     | Ausztrália (AUS) | Vukoszung Sportcsarnok, Peking Nézőszám: 11 083 Játékvezetők: Carl Jungebrand (FIN) |
| 2008. augusztus 16. 11:15 | (16–27, 17–22, 22–20, 25–26) Jegyzőkönyv |           |                  | Vukoszung Sportcsarnok, Peking Nézőszám: 11 083 Játékvezetők: Carl Jungebrand (FIN) |
| 2008. augusztus 16. 11:15 | Hrjapa 21                                | Pont      | Bogut, Bruton 22 | Vukoszung Sportcsarnok, Peking Nézőszám: 11 083 Játékvezetők: Carl Jungebrand (FIN) |
| 2008. augusztus 16. 11:15 | Hrjapa 9                                 | Lepattanó | Bogut 8          | Vukoszung Sportcsarnok, Peking Nézőszám: 11 083 Játékvezetők: Carl Jungebrand (FIN) |
| 2008. augusztus 16. 11:15 | Holden 6                                 | Gólpassz  | Bruton 6         | Vukoszung Sportcsarnok, Peking Nézőszám: 11 083 Játékvezetők: Carl Jungebrand (FIN) |

| 2008. augusztus 16. 14:30 | Horvátország (CRO)                       | 73–86     | Litvánia (LTU)  | Vukoszung Sportcsarnok, Peking Nézőszám: 11 083 Játékvezetők: Nikolaos Zavlanos (GRE) |
| 2008. augusztus 16. 14:30 | (15–13, 30–29, 17–16, 11–28) Jegyzőkönyv |           |                 | Vukoszung Sportcsarnok, Peking Nézőszám: 11 083 Játékvezetők: Nikolaos Zavlanos (GRE) |
| 2008. augusztus 16. 14:30 | Ukić 13                                  | Pont      | Lukauskis 20    | Vukoszung Sportcsarnok, Peking Nézőszám: 11 083 Játékvezetők: Nikolaos Zavlanos (GRE) |
| 2008. augusztus 16. 14:30 | Banić 7                                  | Lepattanó | K. Lavrinovič 7 | Vukoszung Sportcsarnok, Peking Nézőszám: 11 083 Játékvezetők: Nikolaos Zavlanos (GRE) |
| 2008. augusztus 16. 14:30 | Kus 3                                    | Gólpassz  | Jasikevičius 6  | Vukoszung Sportcsarnok, Peking Nézőszám: 11 083 Játékvezetők: Nikolaos Zavlanos (GRE) |

| 2008. augusztus 16. 16:45 | Irán (IRI)                               | 82–97     | Argentína (ARG) | Vukoszung Sportcsarnok, Peking Nézőszám: 11 083 Játékvezetők: Nikolaos Pitsilkas (GRE) |
| 2008. augusztus 16. 16:45 | (14–19, 19–23, 24–30, 25–25) Jegyzőkönyv |           |                 | Vukoszung Sportcsarnok, Peking Nézőszám: 11 083 Játékvezetők: Nikolaos Pitsilkas (GRE) |
| 2008. augusztus 16. 16:45 | Haddádi 21                               | Pont      | Ginóbili 32     | Vukoszung Sportcsarnok, Peking Nézőszám: 11 083 Játékvezetők: Nikolaos Pitsilkas (GRE) |
| 2008. augusztus 16. 16:45 | Haddádi 16                               | Lepattanó | Scola 7         | Vukoszung Sportcsarnok, Peking Nézőszám: 11 083 Játékvezetők: Nikolaos Pitsilkas (GRE) |
| 2008. augusztus 16. 16:45 | Kámráni 4                                | Gólpassz  | Prigioni 6      | Vukoszung Sportcsarnok, Peking Nézőszám: 11 083 Játékvezetők: Nikolaos Pitsilkas (GRE) |

| 2008. augusztus 18. 09:00 | Irán (IRI)                             | 57–91     | Horvátország (CRO) | Vukoszung Sportcsarnok, Peking Nézőszám: 11 083 Játékvezetők: Carl Jungebrand (FIN) |
| 2008. augusztus 18. 09:00 | (8–19, 8–35, 23–16, 18–21) Jegyzőkönyv |           |                    | Vukoszung Sportcsarnok, Peking Nézőszám: 11 083 Játékvezetők: Carl Jungebrand (FIN) |
| 2008. augusztus 18. 09:00 | Nikháh 25                              | Pont      | Rozić, Tomas 16    | Vukoszung Sportcsarnok, Peking Nézőszám: 11 083 Játékvezetők: Carl Jungebrand (FIN) |
| 2008. augusztus 18. 09:00 | Haddádi 15                             | Lepattanó | Lončar, Barać 7    | Vukoszung Sportcsarnok, Peking Nézőszám: 11 083 Játékvezetők: Carl Jungebrand (FIN) |
| 2008. augusztus 18. 09:00 | Haddádi 2                              | Gólpassz  | Ukić 8             | Vukoszung Sportcsarnok, Peking Nézőszám: 11 083 Játékvezetők: Carl Jungebrand (FIN) |

| 2008. augusztus 18. 11:15 | Ausztrália (AUS)                         | 106–75    | Litvánia (LTU)   | Vukoszung Sportcsarnok, Peking Nézőszám: 11 083 Játékvezetők: Nikolaos Pitsilkas (GRE) |
| 2008. augusztus 18. 11:15 | (28–14, 27–15, 20–22, 31–24) Jegyzőkönyv |           |                  | Vukoszung Sportcsarnok, Peking Nézőszám: 11 083 Játékvezetők: Nikolaos Pitsilkas (GRE) |
| 2008. augusztus 18. 11:15 | Bogut 23                                 | Pont      | K. Lavrinovič 14 | Vukoszung Sportcsarnok, Peking Nézőszám: 11 083 Játékvezetők: Nikolaos Pitsilkas (GRE) |
| 2008. augusztus 18. 11:15 | Mills 4                                  | Lepattanó | K. Lavrinovič 8  | Vukoszung Sportcsarnok, Peking Nézőszám: 11 083 Játékvezetők: Nikolaos Pitsilkas (GRE) |
| 2008. augusztus 18. 11:15 | Anstey 4                                 | Gólpassz  | Jasikevičius 5   | Vukoszung Sportcsarnok, Peking Nézőszám: 11 083 Játékvezetők: Nikolaos Pitsilkas (GRE) |

| 2008. augusztus 18. 22:15 | Argentína (ARG)                          | 91–79     | Oroszország (RUS) | Vukoszung Sportcsarnok, Peking Nézőszám: 11 083 Játékvezetők: Nikolaos Zavlanos (GRE) |
| 2008. augusztus 18. 22:15 | (27–16, 18–23, 27–25, 19–15) Jegyzőkönyv |           |                   | Vukoszung Sportcsarnok, Peking Nézőszám: 11 083 Játékvezetők: Nikolaos Zavlanos (GRE) |
| 2008. augusztus 18. 22:15 | Scola 37                                 | Pont      | Kirilenko 23      | Vukoszung Sportcsarnok, Peking Nézőszám: 11 083 Játékvezetők: Nikolaos Zavlanos (GRE) |
| 2008. augusztus 18. 22:15 | Nocioni 9                                | Lepattanó | Kirilenko 9       | Vukoszung Sportcsarnok, Peking Nézőszám: 11 083 Játékvezetők: Nikolaos Zavlanos (GRE) |
| 2008. augusztus 18. 22:15 | Prigioni 10                              | Gólpassz  | Holden 5          | Vukoszung Sportcsarnok, Peking Nézőszám: 11 083 Játékvezetők: Nikolaos Zavlanos (GRE) |

### B csoport
| Csapat                 | M | Gy | V | P+  | P–  | Pk   |
| ---------------------- | - | -- | - | --- | --- | ---- |
| Egyesült Államok (USA) | 5 | 5  | 0 | 514 | 354 | +160 |
| Spanyolország (ESP)    | 5 | 4  | 1 | 418 | 368 | +50  |
| Görögország (GRE)      | 5 | 3  | 2 | 415 | 375 | +40  |
| Kína (CHN)             | 5 | 2  | 3 | 366 | 400 | –34  |
| Németország (GER)      | 5 | 1  | 4 | 330 | 390 | –60  |
| Angola (ANG)           | 5 | 0  | 5 | 321 | 477 | –156 |

| 2008. augusztus 10. 11:15 | Németország (GER)                        | 95–66     | Angola (ANG) | Vukoszung Sportcsarnok, Peking Nézőszám: 11 083 Játékvezetők: Romualdas Brazauskas (LTU) |
| 2008. augusztus 10. 11:15 | (25–21, 29–13, 24–18, 17–14) Jegyzőkönyv |           |              | Vukoszung Sportcsarnok, Peking Nézőszám: 11 083 Játékvezetők: Romualdas Brazauskas (LTU) |
| 2008. augusztus 10. 11:15 | Kaman 24                                 | Pont      | Mingas 24    | Vukoszung Sportcsarnok, Peking Nézőszám: 11 083 Játékvezetők: Romualdas Brazauskas (LTU) |
| 2008. augusztus 10. 11:15 | Jagla 11                                 | Lepattanó | Gomes 8      | Vukoszung Sportcsarnok, Peking Nézőszám: 11 083 Játékvezetők: Romualdas Brazauskas (LTU) |
| 2008. augusztus 10. 11:15 | Hamann 4                                 | Gólpassz  | Cipriano 2   | Vukoszung Sportcsarnok, Peking Nézőszám: 11 083 Játékvezetők: Romualdas Brazauskas (LTU) |

| 2008. augusztus 10. 14:30 | Spanyolország (ESP)                      | 81–66     | Görögország (GRE) | Vukoszung Sportcsarnok, Peking Nézőszám: 11 083 Játékvezetők: Reynaldo Mercedes (DOM) |
| 2008. augusztus 10. 14:30 | (20–16, 15–13, 27–17, 19–20) Jegyzőkönyv |           |                   | Vukoszung Sportcsarnok, Peking Nézőszám: 11 083 Játékvezetők: Reynaldo Mercedes (DOM) |
| 2008. augusztus 10. 14:30 | Fernández 16                             | Pont      | Szpanúlisz 15     | Vukoszung Sportcsarnok, Peking Nézőszám: 11 083 Játékvezetők: Reynaldo Mercedes (DOM) |
| 2008. augusztus 10. 14:30 | P. Gasol 7                               | Lepattanó | Carcarísz 8       | Vukoszung Sportcsarnok, Peking Nézőszám: 11 083 Játékvezetők: Reynaldo Mercedes (DOM) |
| 2008. augusztus 10. 14:30 | Navarro, Rodríguez 2                     | Gólpassz  | Diamandídisz 3    | Vukoszung Sportcsarnok, Peking Nézőszám: 11 083 Játékvezetők: Reynaldo Mercedes (DOM) |

| 2008. augusztus 10. 22:15 | Egyesült Államok (USA)                   | 101–70    | Kína (CHN)     | Vukoszung Sportcsarnok, Peking Nézőszám: 11 083 Játékvezetők: Carl Jungebrand (FIN) |
| 2008. augusztus 10. 22:15 | (20–16, 29–21, 25–11, 27–22) Jegyzőkönyv |           |                | Vukoszung Sportcsarnok, Peking Nézőszám: 11 083 Játékvezetők: Carl Jungebrand (FIN) |
| 2008. augusztus 10. 22:15 | Wade 19                                  | Pont      | Jao Ming 13    | Vukoszung Sportcsarnok, Peking Nézőszám: 11 083 Játékvezetők: Carl Jungebrand (FIN) |
| 2008. augusztus 10. 22:15 | Bosh 8                                   | Lepattanó | Jao Ming 10    | Vukoszung Sportcsarnok, Peking Nézőszám: 11 083 Játékvezetők: Carl Jungebrand (FIN) |
| 2008. augusztus 10. 22:15 | Paul 6                                   | Gólpassz  | négy játékos 2 | Vukoszung Sportcsarnok, Peking Nézőszám: 11 083 Játékvezetők: Carl Jungebrand (FIN) |

| 2008. augusztus 12. 14:30 | Görögország (GRE)                        | 87–64     | Németország (GER) | Vukoszung Sportcsarnok, Peking Nézőszám: 11 083 Játékvezetők: Carl Jungebrand (FIN) |
| 2008. augusztus 12. 14:30 | (21–23, 23–10, 25–15, 18–16) Jegyzőkönyv |           |                   | Vukoszung Sportcsarnok, Peking Nézőszám: 11 083 Játékvezetők: Carl Jungebrand (FIN) |
| 2008. augusztus 12. 14:30 | Szpanúlisz 23                            | Pont      | Nowitzki 13       | Vukoszung Sportcsarnok, Peking Nézőszám: 11 083 Játékvezetők: Carl Jungebrand (FIN) |
| 2008. augusztus 12. 14:30 | Burúszisz 8                              | Lepattanó | Nowitzki 6        | Vukoszung Sportcsarnok, Peking Nézőszám: 11 083 Játékvezetők: Carl Jungebrand (FIN) |
| 2008. augusztus 12. 14:30 | Szpanúlisz 5                             | Gólpassz  | Greene 2          | Vukoszung Sportcsarnok, Peking Nézőszám: 11 083 Játékvezetők: Carl Jungebrand (FIN) |

| 2008. augusztus 12. 16:45 | Kína (CHN)                                     | 75–85 (h. u.) | Spanyolország (ESP)   | Vukoszung Sportcsarnok, Peking Nézőszám: 11 083 Játékvezetők: José Carrión (PUR) |
| 2008. augusztus 12. 16:45 | (18–20, 28–17, 15–10, 11–25, 3–13) Jegyzőkönyv |               |                       | Vukoszung Sportcsarnok, Peking Nézőszám: 11 083 Játékvezetők: José Carrión (PUR) |
| 2008. augusztus 12. 16:45 | Liu Vej 19                                     | Pont          | P. Gasol 29           | Vukoszung Sportcsarnok, Peking Nézőszám: 11 083 Játékvezetők: José Carrión (PUR) |
| 2008. augusztus 12. 16:45 | Jao Ming, Ji Csien-lien 9                      | Lepattanó     | P. Gasol, Fernández 8 | Vukoszung Sportcsarnok, Peking Nézőszám: 11 083 Játékvezetők: José Carrión (PUR) |
| 2008. augusztus 12. 16:45 | Jao Ming, Szun Jüe 3                           | Gólpassz      | Fernández 6           | Vukoszung Sportcsarnok, Peking Nézőszám: 11 083 Játékvezetők: José Carrión (PUR) |

| 2008. augusztus 12. 20:00 | Angola (ANG)                             | 76–97     | Egyesült Államok (USA) | Vukoszung Sportcsarnok, Peking Nézőszám: 11 083 Játékvezetők: Pablo Estévez (ARG) |
| 2008. augusztus 12. 20:00 | (18–29, 19–26, 16–26, 23–16) Jegyzőkönyv |           |                        | Vukoszung Sportcsarnok, Peking Nézőszám: 11 083 Játékvezetők: Pablo Estévez (ARG) |
| 2008. augusztus 12. 20:00 | Morais 24                                | Pont      | Wade 19                | Vukoszung Sportcsarnok, Peking Nézőszám: 11 083 Játékvezetők: Pablo Estévez (ARG) |
| 2008. augusztus 12. 20:00 | Gomes 8                                  | Lepattanó | Anthony 6              | Vukoszung Sportcsarnok, Peking Nézőszám: 11 083 Játékvezetők: Pablo Estévez (ARG) |
| 2008. augusztus 12. 20:00 | Costa, Ambrosio 2                        | Gólpassz  | James 5                | Vukoszung Sportcsarnok, Peking Nézőszám: 11 083 Játékvezetők: Pablo Estévez (ARG) |

| 2008. augusztus 14. 09:00 | Németország (GER)                        | 59–72     | Spanyolország (ESP) | Vukoszung Sportcsarnok, Peking Nézőszám: 11 083 Játékvezetők: Fabio Facchini (ITA) |
| 2008. augusztus 14. 09:00 | (15–12, 21–27, 12–20, 11–13) Jegyzőkönyv |           |                     | Vukoszung Sportcsarnok, Peking Nézőszám: 11 083 Játékvezetők: Fabio Facchini (ITA) |
| 2008. augusztus 14. 09:00 | Hamann 15                                | Pont      | Calderón 15         | Vukoszung Sportcsarnok, Peking Nézőszám: 11 083 Játékvezetők: Fabio Facchini (ITA) |
| 2008. augusztus 14. 09:00 | Kaman 10                                 | Lepattanó | M. Gasol 8          | Vukoszung Sportcsarnok, Peking Nézőszám: 11 083 Játékvezetők: Fabio Facchini (ITA) |
| 2008. augusztus 14. 09:00 | Hamann 3                                 | Gólpassz  | P. Gasol, Rubio 3   | Vukoszung Sportcsarnok, Peking Nézőszám: 11 083 Játékvezetők: Fabio Facchini (ITA) |

| 2008. augusztus 14. 14:30 | Angola (ANG)                            | 68–85     | Kína (CHN)            | Vukoszung Sportcsarnok, Peking Nézőszám: 11 083 Játékvezetők: Carl Jungebrand (FIN) |
| 2008. augusztus 14. 14:30 | (15–28, 27–16, 9–21, 17–20) Jegyzőkönyv |           |                       | Vukoszung Sportcsarnok, Peking Nézőszám: 11 083 Játékvezetők: Carl Jungebrand (FIN) |
| 2008. augusztus 14. 14:30 | Gomes 17                                | Pont      | Jao Ming 30           | Vukoszung Sportcsarnok, Peking Nézőszám: 11 083 Játékvezetők: Carl Jungebrand (FIN) |
| 2008. augusztus 14. 14:30 | Mingas 5                                | Lepattanó | Ji Csien-lien 11      | Vukoszung Sportcsarnok, Peking Nézőszám: 11 083 Játékvezetők: Carl Jungebrand (FIN) |
| 2008. augusztus 14. 14:30 | Gomes 3                                 | Gólpassz  | Csu Fang-jü, Li Nan 3 | Vukoszung Sportcsarnok, Peking Nézőszám: 11 083 Játékvezetők: Carl Jungebrand (FIN) |

| 2008. augusztus 14. 20:00 | Egyesült Államok (USA)                   | 92–69     | Görögország (GRE)    | Vukoszung Sportcsarnok, Peking Nézőszám: 11 083 Játékvezetők: Romualdas Brazauskas (LTU) |
| 2008. augusztus 14. 20:00 | (20–16, 31–16, 23–22, 18–15) Jegyzőkönyv |           |                      | Vukoszung Sportcsarnok, Peking Nézőszám: 11 083 Játékvezetők: Romualdas Brazauskas (LTU) |
| 2008. augusztus 14. 20:00 | Bryant, Bosh 18                          | Pont      | Papalukász 15        | Vukoszung Sportcsarnok, Peking Nézőszám: 11 083 Játékvezetők: Romualdas Brazauskas (LTU) |
| 2008. augusztus 14. 20:00 | James, Howard, Anthony 6                 | Lepattanó | Focísz, Papalukász 8 | Vukoszung Sportcsarnok, Peking Nézőszám: 11 083 Játékvezetők: Romualdas Brazauskas (LTU) |
| 2008. augusztus 14. 20:00 | James 6                                  | Gólpassz  | Diamandídisz 3       | Vukoszung Sportcsarnok, Peking Nézőszám: 11 083 Játékvezetők: Romualdas Brazauskas (LTU) |

| 2008. augusztus 16. 09:00 | Görögország (GRE)                        | 102–61    | Angola (ANG) | Vukoszung Sportcsarnok, Peking Nézőszám: 11 083 Játékvezetők: José Carrión (PUR) |
| 2008. augusztus 16. 09:00 | (12–11, 31–17, 38–14, 21–19) Jegyzőkönyv |           |              | Vukoszung Sportcsarnok, Peking Nézőszám: 11 083 Játékvezetők: José Carrión (PUR) |
| 2008. augusztus 16. 09:00 | Burúszisz 22                             | Pont      | Mingas 25    | Vukoszung Sportcsarnok, Peking Nézőszám: 11 083 Játékvezetők: José Carrión (PUR) |
| 2008. augusztus 16. 09:00 | Gliniadákisz, Focísz 7                   | Lepattanó | Geronimo 7   | Vukoszung Sportcsarnok, Peking Nézőszám: 11 083 Játékvezetők: José Carrión (PUR) |
| 2008. augusztus 16. 09:00 | Focísz 5                                 | Gólpassz  | Costa 4      | Vukoszung Sportcsarnok, Peking Nézőszám: 11 083 Játékvezetők: José Carrión (PUR) |

| 2008. augusztus 16. 20:00 | Kína (CHN)                            | 59–55     | Németország (GER) | Vukoszung Sportcsarnok, Peking Nézőszám: 11 083 Játékvezetők: Eddie Rush (USA) |
| 2008. augusztus 16. 20:00 | (19–9, 8–22, 20–8, 12–16) Jegyzőkönyv |           |                   | Vukoszung Sportcsarnok, Peking Nézőszám: 11 083 Játékvezetők: Eddie Rush (USA) |
| 2008. augusztus 16. 20:00 | Jao Ming 25                           | Pont      | Nowitzki 24       | Vukoszung Sportcsarnok, Peking Nézőszám: 11 083 Játékvezetők: Eddie Rush (USA) |
| 2008. augusztus 16. 20:00 | Jao Ming, Ji Csien-lien 11            | Lepattanó | Nowitzki 17       | Vukoszung Sportcsarnok, Peking Nézőszám: 11 083 Játékvezetők: Eddie Rush (USA) |
| 2008. augusztus 16. 20:00 | Liu Vej 3                             | Gólpassz  | Hamann, Garrett 2 | Vukoszung Sportcsarnok, Peking Nézőszám: 11 083 Játékvezetők: Eddie Rush (USA) |

| 2008. augusztus 16. 22:15 | Spanyolország (ESP)                      | 82–119    | Egyesült Államok (USA) | Vukoszung Sportcsarnok, Peking Nézőszám: 11 083 Játékvezetők: Romualdas Brazauskas (LTU) |
| 2008. augusztus 16. 22:15 | (22–31, 23–30, 18–25, 19–33) Jegyzőkönyv |           |                        | Vukoszung Sportcsarnok, Peking Nézőszám: 11 083 Játékvezetők: Romualdas Brazauskas (LTU) |
| 2008. augusztus 16. 22:15 | Reyes 19                                 | Pont      | James 18               | Vukoszung Sportcsarnok, Peking Nézőszám: 11 083 Játékvezetők: Romualdas Brazauskas (LTU) |
| 2008. augusztus 16. 22:15 | Reyes 8                                  | Lepattanó | Bosh 7                 | Vukoszung Sportcsarnok, Peking Nézőszám: 11 083 Játékvezetők: Romualdas Brazauskas (LTU) |
| 2008. augusztus 16. 22:15 | Fernández, Rubio 3                       | Gólpassz  | James, Paul 8          | Vukoszung Sportcsarnok, Peking Nézőszám: 11 083 Játékvezetők: Romualdas Brazauskas (LTU) |

| 2008. augusztus 18. 14:30 | Görögország (GRE)                       | 91–77     | Kína (CHN)     | Vukoszung Sportcsarnok, Peking Nézőszám: 11 083 Játékvezetők: Cristiano Maranho (BRA) |
| 2008. augusztus 18. 14:30 | (27–15, 19–9, 23–30, 22–23) Jegyzőkönyv |           |                | Vukoszung Sportcsarnok, Peking Nézőszám: 11 083 Játékvezetők: Cristiano Maranho (BRA) |
| 2008. augusztus 18. 14:30 | Burúszisz, Szpanúlisz 19                | Pont      | Jao Ming 16    | Vukoszung Sportcsarnok, Peking Nézőszám: 11 083 Játékvezetők: Cristiano Maranho (BRA) |
| 2008. augusztus 18. 14:30 | Burúszisz 19                            | Lepattanó | Vang Cse-cse 8 | Vukoszung Sportcsarnok, Peking Nézőszám: 11 083 Játékvezetők: Cristiano Maranho (BRA) |
| 2008. augusztus 18. 14:30 | Papalukász, Szpanúlisz 5                | Gólpassz  | Szun Jüe 6     | Vukoszung Sportcsarnok, Peking Nézőszám: 11 083 Játékvezetők: Cristiano Maranho (BRA) |

| 2008. augusztus 18. 16:45 | Angola (ANG)                           | 50–98     | Spanyolország (ESP) | Vukoszung Sportcsarnok, Peking Nézőszám: 11 083 Játékvezetők: Eddie Rush (USA) |
| 2008. augusztus 18. 16:45 | (23–15, 7–25, 11–31, 9–27) Jegyzőkönyv |           |                     | Vukoszung Sportcsarnok, Peking Nézőszám: 11 083 Játékvezetők: Eddie Rush (USA) |
| 2008. augusztus 18. 16:45 | Mingas 10                              | Pont      | P. Gasol 31         | Vukoszung Sportcsarnok, Peking Nézőszám: 11 083 Játékvezetők: Eddie Rush (USA) |
| 2008. augusztus 18. 16:45 | Mingas, Ambrosio 5                     | Lepattanó | P. Gasol 9          | Vukoszung Sportcsarnok, Peking Nézőszám: 11 083 Játékvezetők: Eddie Rush (USA) |
| 2008. augusztus 18. 16:45 | Costa 5                                | Gólpassz  | Rodríguez, Rubio 5  | Vukoszung Sportcsarnok, Peking Nézőszám: 11 083 Játékvezetők: Eddie Rush (USA) |

| 2008. augusztus 18. 20:00 | Egyesült Államok (USA)                   | 106–57    | Németország (GER) | Vukoszung Sportcsarnok, Peking Nézőszám: 11 083 Játékvezetők: Juan Carlos Arteaga (ESP) |
| 2008. augusztus 18. 20:00 | (31–12, 22–17, 30–17, 23–11) Jegyzőkönyv |           |                   | Vukoszung Sportcsarnok, Peking Nézőszám: 11 083 Játékvezetők: Juan Carlos Arteaga (ESP) |
| 2008. augusztus 18. 20:00 | Howard 22                                | Pont      | Nowitzki 14       | Vukoszung Sportcsarnok, Peking Nézőszám: 11 083 Játékvezetők: Juan Carlos Arteaga (ESP) |
| 2008. augusztus 18. 20:00 | Howard 10                                | Lepattanó | Nowitzki 8        | Vukoszung Sportcsarnok, Peking Nézőszám: 11 083 Játékvezetők: Juan Carlos Arteaga (ESP) |
| 2008. augusztus 18. 20:00 | Williams 5                               | Gólpassz  | Hamann, Jagla 2   | Vukoszung Sportcsarnok, Peking Nézőszám: 11 083 Játékvezetők: Juan Carlos Arteaga (ESP) |

## Egyenes kieséses szakasz
|  |               |                        |                        |                        |     |                        |                        |                 |                 |               |               |       |       |
|  | Negyeddöntők  | Negyeddöntők           | Negyeddöntők           |                        |     | Elődöntők              | Elődöntők              | Elődöntők       |                 |               | Döntő         | Döntő | Döntő |
|  | Negyeddöntők  | Negyeddöntők           | Negyeddöntők           |                        |     | Elődöntők              | Elődöntők              | Elődöntők       |                 |               | Döntő         | Döntő | Döntő |
|  | augusztus 20. |                        |                        |                        |     |                        |                        |                 |                 |               |               |       |       |
|  |               |                        |                        |                        |     |                        |                        |                 |                 |               |               |       |       |
|  | A2            | Argentína (ARG)        | 80                     |                        |     |                        |                        |                 |                 |               |               |       |       |
|  | A2            | Argentína (ARG)        | 80                     | augusztus 22.          |     |                        |                        |                 |                 |               |               |       |       |
|  | B3            | Görögország (GRE)      | 78                     |                        |     |                        |                        |                 |                 |               |               |       |       |
|  | B3            | Görögország (GRE)      | 78                     |                        |     | Argentína (ARG)        | Argentína (ARG)        | 81              |                 |               |               |       |       |
|  | augusztus 20. |                        |                        |                        |     | Argentína (ARG)        | Argentína (ARG)        | 81              |                 |               |               |       |       |
|  |               |                        | Egyesült Államok (USA) | Egyesült Államok (USA) | 101 |                        |                        |                 |                 |               |               |       |       |
|  | B1            | Egyesült Államok (USA) | Egyesült Államok (USA) | Egyesült Államok (USA) | 101 | 116                    |                        |                 |                 |               |               |       |       |
|  | B1            | Egyesült Államok (USA) |                        |                        |     | 116                    | augusztus 24.          |                 |                 |               |               |       |       |
|  | A4            | Ausztrália (AUS)       | 85                     |                        |     |                        |                        |                 |                 |               |               |       |       |
|  | A4            | Ausztrália (AUS)       | 85                     |                        |     | Egyesült Államok (USA) | Egyesült Államok (USA) | 118             |                 |               |               |       |       |
|  | augusztus 20. |                        |                        |                        |     | Egyesült Államok (USA) | Egyesült Államok (USA) | 118             |                 |               |               |       |       |
|  |               |                        | Spanyolország (ESP)    | Spanyolország (ESP)    | 107 |                        |                        |                 |                 |               |               |       |       |
|  | B2            | Spanyolország (ESP)    | Spanyolország (ESP)    | Spanyolország (ESP)    | 107 | 72                     |                        |                 |                 |               |               |       |       |
|  | B2            | Spanyolország (ESP)    | augusztus 22.          |                        |     | 72                     |                        |                 |                 |               |               |       |       |
|  | A3            | Horvátország (CRO)     | 59                     |                        |     |                        |                        |                 |                 |               |               |       |       |
|  | A3            | Horvátország (CRO)     | 59                     |                        |     | Spanyolország (ESP)    | Spanyolország (ESP)    | 91              | Bronzmérkőzés   | Bronzmérkőzés | Bronzmérkőzés |       |       |
|  | augusztus 20. |                        |                        |                        |     | Spanyolország (ESP)    | Spanyolország (ESP)    | 91              | Bronzmérkőzés   | Bronzmérkőzés | Bronzmérkőzés |       |       |
|  |               |                        | Litvánia (LTU)         | Litvánia (LTU)         | 86  |                        |                        | augusztus 24.   | augusztus 24.   | augusztus 24. |               |       |       |
|  | A1            | Litvánia (LTU)         | Litvánia (LTU)         | Litvánia (LTU)         | 86  | 94                     |                        | augusztus 24.   | augusztus 24.   | augusztus 24. |               |       |       |
|  | A1            | Litvánia (LTU)         |                        |                        |     |                        |                        | Argentína (ARG) | Argentína (ARG) | 87            |               |       |       |
|  | B4            | Kína (CHN)             | 68                     |                        |     |                        |                        | Argentína (ARG) | Argentína (ARG) | 87            |               |       |       |
|  | B4            | Kína (CHN)             | 68                     |                        |     | Litvánia (LTU)         | Litvánia (LTU)         | 75              |                 |               |               |       |       |
|  |               |                        |                        |                        |     | Litvánia (LTU)         | Litvánia (LTU)         | 75              |                 |               |               |       |       |

### Negyeddöntők
| 2008. augusztus 20. 14:30 | Spanyolország (ESP)                      | 72–59     | Horvátország (CRO) | Vukoszung Sportcsarnok, Peking Nézőszám: 11 083 Játékvezetők: Nikolaos Zavlanos (GRE) |
| 2008. augusztus 20. 14:30 | (22–11, 15–15, 14–12, 21–21) Jegyzőkönyv |           |                    | Vukoszung Sportcsarnok, Peking Nézőszám: 11 083 Játékvezetők: Nikolaos Zavlanos (GRE) |
| 2008. augusztus 20. 14:30 | P. Gasol 20                              | Pont      | Banić 15           | Vukoszung Sportcsarnok, Peking Nézőszám: 11 083 Játékvezetők: Nikolaos Zavlanos (GRE) |
| 2008. augusztus 20. 14:30 | P. Gasol 10                              | Lepattanó | Banić, Planinić 5  | Vukoszung Sportcsarnok, Peking Nézőszám: 11 083 Játékvezetők: Nikolaos Zavlanos (GRE) |
| 2008. augusztus 20. 14:30 | Calderón, P. Gasol 2                     | Gólpassz  | Kus, Nicević 2     | Vukoszung Sportcsarnok, Peking Nézőszám: 11 083 Játékvezetők: Nikolaos Zavlanos (GRE) |

| 2008. augusztus 20. 16:45 | Litvánia (LTU)                           | 94–68     | Kína (CHN)      | Vukoszung Sportcsarnok, Peking Nézőszám: 11 083 Játékvezetők: Nikolaos Pitsilkas (GRE) |
| 2008. augusztus 20. 16:45 | (19–17, 22–13, 29–23, 24–15) Jegyzőkönyv |           |                 | Vukoszung Sportcsarnok, Peking Nézőszám: 11 083 Játékvezetők: Nikolaos Pitsilkas (GRE) |
| 2008. augusztus 20. 16:45 | Jasikevičius 23                          | Pont      | Jao Ming 19     | Vukoszung Sportcsarnok, Peking Nézőszám: 11 083 Játékvezetők: Nikolaos Pitsilkas (GRE) |
| 2008. augusztus 20. 16:45 | Kleiza 7                                 | Lepattanó | Ji Csien-lien 9 | Vukoszung Sportcsarnok, Peking Nézőszám: 11 083 Játékvezetők: Nikolaos Pitsilkas (GRE) |
| 2008. augusztus 20. 16:45 | Jasikevičius 6                           | Gólpassz  | Jao Ming 3      | Vukoszung Sportcsarnok, Peking Nézőszám: 11 083 Játékvezetők: Nikolaos Pitsilkas (GRE) |

| 2008. augusztus 20. 20:00 | Egyesült Államok (USA)                   | 116–85    | Ausztrália (AUS) | Vukoszung Sportcsarnok, Peking Nézőszám: 11 083 Játékvezetők: Juan Carlos Arteaga (ESP) |
| 2008. augusztus 20. 20:00 | (25–24, 30–19, 34–18, 27–24) Jegyzőkönyv |           |                  | Vukoszung Sportcsarnok, Peking Nézőszám: 11 083 Játékvezetők: Juan Carlos Arteaga (ESP) |
| 2008. augusztus 20. 20:00 | Bryant 25                                | Pont      | Mills 20         | Vukoszung Sportcsarnok, Peking Nézőszám: 11 083 Játékvezetők: Juan Carlos Arteaga (ESP) |
| 2008. augusztus 20. 20:00 | James 9                                  | Lepattanó | Worthington 6    | Vukoszung Sportcsarnok, Peking Nézőszám: 11 083 Játékvezetők: Juan Carlos Arteaga (ESP) |
| 2008. augusztus 20. 20:00 | James, Paul, Wade, Williams 3            | Gólpassz  | Newley 3         | Vukoszung Sportcsarnok, Peking Nézőszám: 11 083 Játékvezetők: Juan Carlos Arteaga (ESP) |

| 2008. augusztus 20. 22:15 | Argentína (ARG)                          | 80–78     | Görögország (GRE) | Vukoszung Sportcsarnok, Peking Nézőszám: 11 083 Játékvezetők: Romualdas Brazauskas (LTU) |
| 2008. augusztus 20. 22:15 | (22–23, 17–17, 17–15, 24–23) Jegyzőkönyv |           |                   | Vukoszung Sportcsarnok, Peking Nézőszám: 11 083 Játékvezetők: Romualdas Brazauskas (LTU) |
| 2008. augusztus 20. 22:15 | Ginóbili 24                              | Pont      | Focísz 17         | Vukoszung Sportcsarnok, Peking Nézőszám: 11 083 Játékvezetők: Romualdas Brazauskas (LTU) |
| 2008. augusztus 20. 22:15 | Scola 8                                  | Lepattanó | Focísz 10         | Vukoszung Sportcsarnok, Peking Nézőszám: 11 083 Játékvezetők: Romualdas Brazauskas (LTU) |
| 2008. augusztus 20. 22:15 | Prigioni 3                               | Gólpassz  | Papalukász 4      | Vukoszung Sportcsarnok, Peking Nézőszám: 11 083 Játékvezetők: Romualdas Brazauskas (LTU) |

### Elődöntők
| 2008. augusztus 22. 20:00 | Spanyolország (ESP)                      | 91–86     | Litvánia (LTU)            | Vukoszung Sportcsarnok, Peking Nézőszám: 11 083 Játékvezetők: Nikolaos Pitsilkas (GRE) |
| 2008. augusztus 22. 20:00 | (21–19, 19–23, 22–24, 29–20) Jegyzőkönyv |           |                           | Vukoszung Sportcsarnok, Peking Nézőszám: 11 083 Játékvezetők: Nikolaos Pitsilkas (GRE) |
| 2008. augusztus 22. 20:00 | P. Gasol 19                              | Pont      | Jasaitis, Jasikevičius 19 | Vukoszung Sportcsarnok, Peking Nézőszám: 11 083 Játékvezetők: Nikolaos Pitsilkas (GRE) |
| 2008. augusztus 22. 20:00 | Jiménez 7                                | Lepattanó | Jasaitis 8                | Vukoszung Sportcsarnok, Peking Nézőszám: 11 083 Játékvezetők: Nikolaos Pitsilkas (GRE) |
| 2008. augusztus 22. 20:00 | Rubio 4                                  | Gólpassz  | Jasikevičius 6            | Vukoszung Sportcsarnok, Peking Nézőszám: 11 083 Játékvezetők: Nikolaos Pitsilkas (GRE) |

| 2008. augusztus 22. 22:00 | Argentína (ARG)                          | 81–101    | Egyesült Államok (USA) | Vukoszung Sportcsarnok, Peking Nézőszám: 11 083 Játékvezetők: Luigi Lamonica (ITA) |
| 2008. augusztus 22. 22:00 | (11–30, 29–19, 24–29, 17–23) Jegyzőkönyv |           |                        | Vukoszung Sportcsarnok, Peking Nézőszám: 11 083 Játékvezetők: Luigi Lamonica (ITA) |
| 2008. augusztus 22. 22:00 | Scola 28                                 | Pont      | Anthony 21             | Vukoszung Sportcsarnok, Peking Nézőszám: 11 083 Játékvezetők: Luigi Lamonica (ITA) |
| 2008. augusztus 22. 22:00 | Scola 11                                 | Lepattanó | Bosh 10                | Vukoszung Sportcsarnok, Peking Nézőszám: 11 083 Játékvezetők: Luigi Lamonica (ITA) |
| 2008. augusztus 22. 22:00 | Prigioni 3                               | Gólpassz  | Kidd 7                 | Vukoszung Sportcsarnok, Peking Nézőszám: 11 083 Játékvezetők: Luigi Lamonica (ITA) |

### Bronzmérkőzés
| 2008. augusztus 24. 12:00 | Litvánia (LTU)                           | 75–87     | Argentína (ARG) | Vukoszung Sportcsarnok, Peking Nézőszám: 11 083 Játékvezetők: Eddie Rush (USA) |
| 2008. augusztus 24. 12:00 | (21–24, 13–22, 15–22, 26–19) Jegyzőkönyv |           |                 | Vukoszung Sportcsarnok, Peking Nézőszám: 11 083 Játékvezetők: Eddie Rush (USA) |
| 2008. augusztus 24. 12:00 | Šiškauskas 15                            | Pont      | Delfino 20      | Vukoszung Sportcsarnok, Peking Nézőszám: 11 083 Játékvezetők: Eddie Rush (USA) |
| 2008. augusztus 24. 12:00 | Šiškauskas, K. Lavrinovič 6              | Lepattanó | Delfino 10      | Vukoszung Sportcsarnok, Peking Nézőszám: 11 083 Játékvezetők: Eddie Rush (USA) |
| 2008. augusztus 24. 12:00 | Jasikevičius 3                           | Gólpassz  | Prigioni 7      | Vukoszung Sportcsarnok, Peking Nézőszám: 11 083 Játékvezetők: Eddie Rush (USA) |

### Döntő
| 2008. augusztus 24. 14:00 | Spanyolország (ESP)                      | 107–118   | Egyesült Államok (USA) | Wukesong Indoor Stadium, Peking Nézőszám: 11 083 Játékvezetők: Romualdas Brazauskas (LTU), Pablo Estévez (ARG), Carl Jungebrand (FIN) |
| 2008. augusztus 24. 14:00 | (31–38, 30–31, 21–22, 25–27) Jegyzőkönyv |           |                        | Wukesong Indoor Stadium, Peking Nézőszám: 11 083 Játékvezetők: Romualdas Brazauskas (LTU), Pablo Estévez (ARG), Carl Jungebrand (FIN) |
| 2008. augusztus 24. 14:00 | Fernández 22                             | Pont      | Wade 27                | Wukesong Indoor Stadium, Peking Nézőszám: 11 083 Játékvezetők: Romualdas Brazauskas (LTU), Pablo Estévez (ARG), Carl Jungebrand (FIN) |
| 2008. augusztus 24. 14:00 | Reyes 7                                  | Lepattanó | Bosh 7                 | Wukesong Indoor Stadium, Peking Nézőszám: 11 083 Játékvezetők: Romualdas Brazauskas (LTU), Pablo Estévez (ARG), Carl Jungebrand (FIN) |
| 2008. augusztus 24. 14:00 | Navarro 4                                | Gólpassz  | Bryant 6               | Wukesong Indoor Stadium, Peking Nézőszám: 11 083 Játékvezetők: Romualdas Brazauskas (LTU), Pablo Estévez (ARG), Carl Jungebrand (FIN) |

| A 2008. évi nyári olimpiai játékok férfi kosárlabdatornájának olimpiai bajnoka |
| · EGYESÜLT ÁLLAMOK · 13. cím                                                   |
| ------------------------------------------------------------------------------ |

## Végeredmény
| A férfi kosárlabda sorrendje a 2008. évi nyári olimpiai játékokon | A férfi kosárlabda sorrendje a 2008. évi nyári olimpiai játékokon | A férfi kosárlabda sorrendje a 2008. évi nyári olimpiai játékokon | A férfi kosárlabda sorrendje a 2008. évi nyári olimpiai játékokon | A férfi kosárlabda sorrendje a 2008. évi nyári olimpiai játékokon | A férfi kosárlabda sorrendje a 2008. évi nyári olimpiai játékokon | A férfi kosárlabda sorrendje a 2008. évi nyári olimpiai játékokon | A férfi kosárlabda sorrendje a 2008. évi nyári olimpiai játékokon |    |  |
| Helyezés                                                          | Csapat                                                            | M                                                                 | Gy                                                                | V                                                                 | P+                                                                | P–                                                                | Pk                                                                | P  |  |
| ----------------------------------------------------------------- | ----------------------------------------------------------------- | ----------------------------------------------------------------- | ----------------------------------------------------------------- | ----------------------------------------------------------------- | ----------------------------------------------------------------- | ----------------------------------------------------------------- | ----------------------------------------------------------------- | -- |  |
| Arany                                                             | Egyesült Államok (USA)                                            | 8                                                                 | 8                                                                 | 0                                                                 | 850                                                               | 627                                                               | +223                                                              | 24 |  |
| Ezüst                                                             | Spanyolország (ESP)                                               | 8                                                                 | 6                                                                 | 2                                                                 | 688                                                               | 632                                                               | +56                                                               | 18 |  |
| Bronz                                                             | Argentína (ARG)                                                   | 8                                                                 | 6                                                                 | 2                                                                 | 673                                                               | 615                                                               | +58                                                               | 18 |  |
| 4.                                                                | Litvánia (LTU)                                                    | 8                                                                 | 5                                                                 | 3                                                                 | 680                                                               | 646                                                               | +34                                                               | 15 |  |
|                                                                   |                                                                   |                                                                   |                                                                   |                                                                   |                                                                   |                                                                   |                                                                   |    |  |
| 5.                                                                | Görögország (GRE)                                                 | 6                                                                 | 3                                                                 | 3                                                                 | 493                                                               | 455                                                               | +38                                                               | 9  |  |
| 6.                                                                | Horvátország (CRO)                                                | 6                                                                 | 3                                                                 | 3                                                                 | 458                                                               | 452                                                               | +6                                                                | 9  |  |
| 7.                                                                | Ausztrália (AUS)                                                  | 6                                                                 | 3                                                                 | 3                                                                 | 542                                                               | 521                                                               | +21                                                               | 9  |  |
| 8.                                                                | Kína (CHN)                                                        | 6                                                                 | 2                                                                 | 4                                                                 | 434                                                               | 494                                                               | -60                                                               | 8  |  |
|                                                                   |                                                                   |                                                                   |                                                                   |                                                                   |                                                                   |                                                                   |                                                                   |    |  |
| 9.                                                                | Németország (GER)                                                 | 5                                                                 | 1                                                                 | 4                                                                 | 330                                                               | 390                                                               | -11                                                               | 6  |  |
| 10.                                                               | Oroszország (RUS)                                                 | 5                                                                 | 1                                                                 | 4                                                                 | 387                                                               | 406                                                               | -19                                                               | 6  |  |
| 11.                                                               | Irán (IRI)                                                        | 5                                                                 | 0                                                                 | 5                                                                 | 323                                                               | 464                                                               | -141                                                              | 5  |  |
| 12.                                                               | Angola (ANG)                                                      | 5                                                                 | 0                                                                 | 5                                                                 | 321                                                               | 477                                                               | -156                                                              | 5  |  |